# Dino Latino
Dino Latino è un album discografico del cantante e attore italoamericano Dean Martin, pubblicato dalla Reprise Records nell'ottobre 1962.

## Descrizione
Registrato nell'agosto 1962, l'album è una collezione di standard di musica latina e canzoni popolari composte nel medesimo stile.

## Tracce
Lato 1
1. (Alla En) El Rancho Grande (Silvano R. Ramos, Bartley Costello) - 2:18
2. Mañana (Is Soon Enough for Me) (Peggy Lee, Dave Barbour) - 2:33
3. Tangerine (Victor Schertzinger, Johnny Mercer) - 2:06
4. South of the Border (Jimmy Kennedy, Michael Carr) - 1:52
5. In a Little Spanish Town (Mabel Wayne, Sam M. Lewis, Joe Young) - 2:33

Lato 2
1. What a Diff'rence a Day Made (Maria Grever, Stanley Adams) - 2:46
2. Magic Is the Moonlight (Grever, Charles Pasquale) - 2:38
3. Always in My Heart (Ernesto Lecuona, Kim Gannon) - 2:46
4. Bésame Mucho (Consuelo Velasquez, Sunny Skylar) - 2:27
5. La Paloma (Sebastián Iradier) - 3:04